# 源景明
源 景明（みなもと の かげあきら）は、平安時代中期の貴族・歌人。光孝源氏、参議・源正明の孫。大蔵少輔・源兼光の子。官位は従五位下・長門守。

## 経歴
右衛門尉・長門守などを務め、位階は従五位下に至った。
源兼澄や中務らの歌集に彼の名前が見え、彼ら有名歌人とも交流があったと推測される。藤原頼忠の依頼で和歌を詠んだこともあり、その時の作品が『拾遺和歌集』（歌番号173及び243）に収録されている。勅撰歌人として、『拾遺和歌集』に6首、『新古今和歌集』（歌番号1066）に1首入集している。
- あるかひも　なぎさに寄する　白波の　まなく物思ふ　わが身なりけり　（『新古今和歌集』恋一）